# KLCC 공원

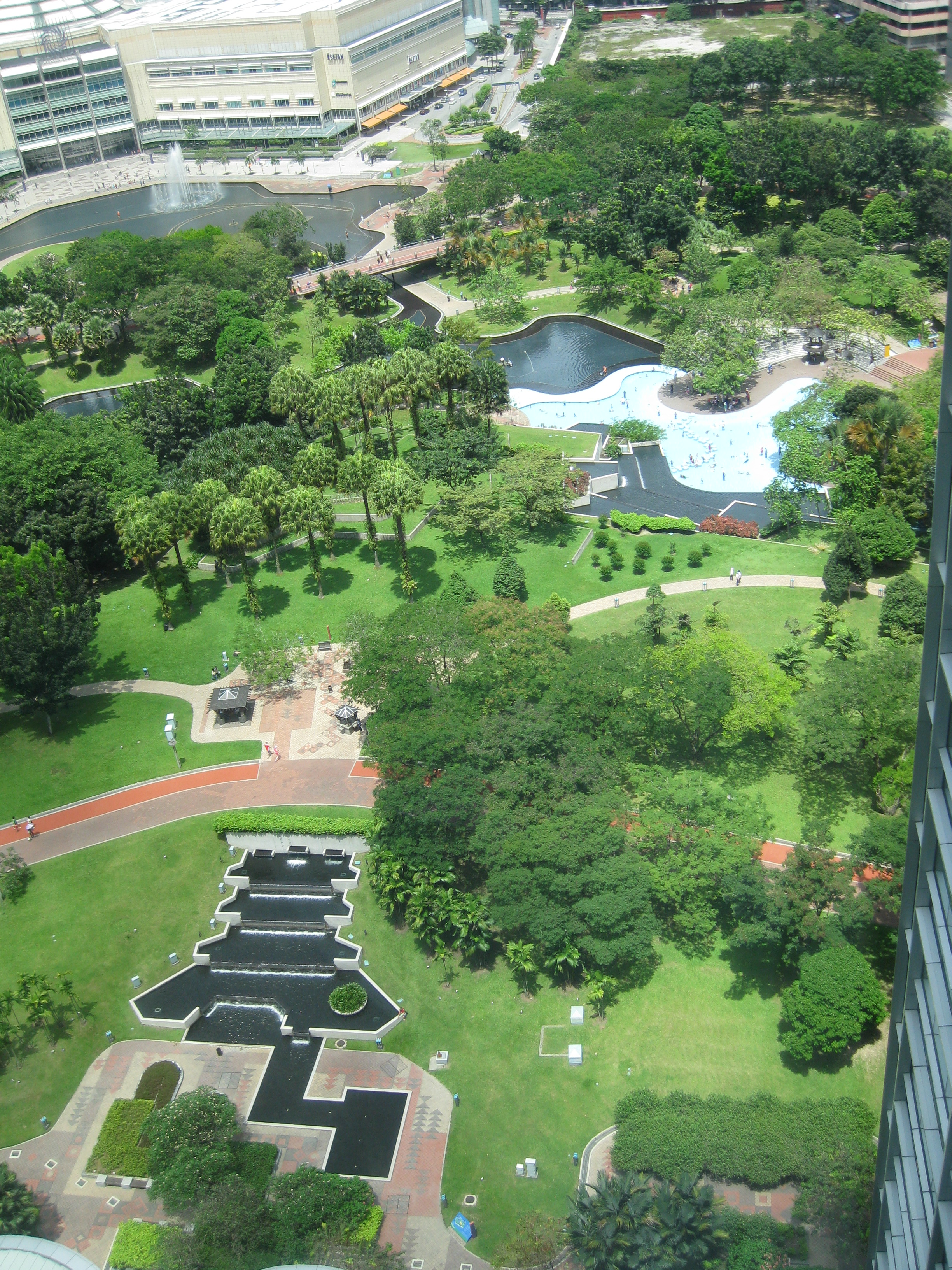
KLCC 공원

KLCC 공원(말레이어: Taman KLCC)은 말레이시아 쿠알라룸푸르에 있는 공원이다. 이 공원은 페트로나스 트윈 타워와 그 주변 지역에 녹지를 제공하도록 설계되었다. 이 공원은 호베르투 부를레 마르크스가 설계했으며, 브라질 건축가가 마지막으로 수행한 작업이라고 한다. 공원이 설계되었을 때의 목표는 "세계를 좀 더 감성적이게 만들고 자연의 중요성에 대해 조금 더 교육을 받는 것"이었다.